# Rabotrath
Rabotrath est un hameau de la commune belge de Lontzen situé en Communauté germanophone de Belgique dans la province de Liège en Région wallonne.
Avant la fusion des communes de 1977, Rabotrath faisait partie de la commune de Walhorn.

## Situation
Rabotrath se situe entre les localités de Lontzen, Walhorn, Eupen et Welkenraedt. L'autoroute E40 associée à la ligne à grande vitesse (TGV) passe à quelques hectomètres au sud-est du hameau.

## Description
Hameau de caractère à vocation agricole implanté au milieu des prairies, Raborath a su conserver son authenticité et sa fonction initiale. Plusieurs fermes y sont toujours en activité. Parmi celles-ci, on peut citer la ferme Rabotrath construite au cours du XVIIIe siècle et la ferme Crapel située au sud du hameau.

## Patrimoine
Au centre du hameau, se dresse la chapelle Saint Quirin (Quirinus-Kapelle). Elle a été bâtie en 1913 en pierre calcaire.
L'ancien site minier de Galmeitrift appelé aussi Pelempelter Büschgen est repris sur la liste du patrimoine immobilier classé de Lontzen depuis 2002. Il se situe dans la campagne au nord de Raborath en direction de Lontzen.

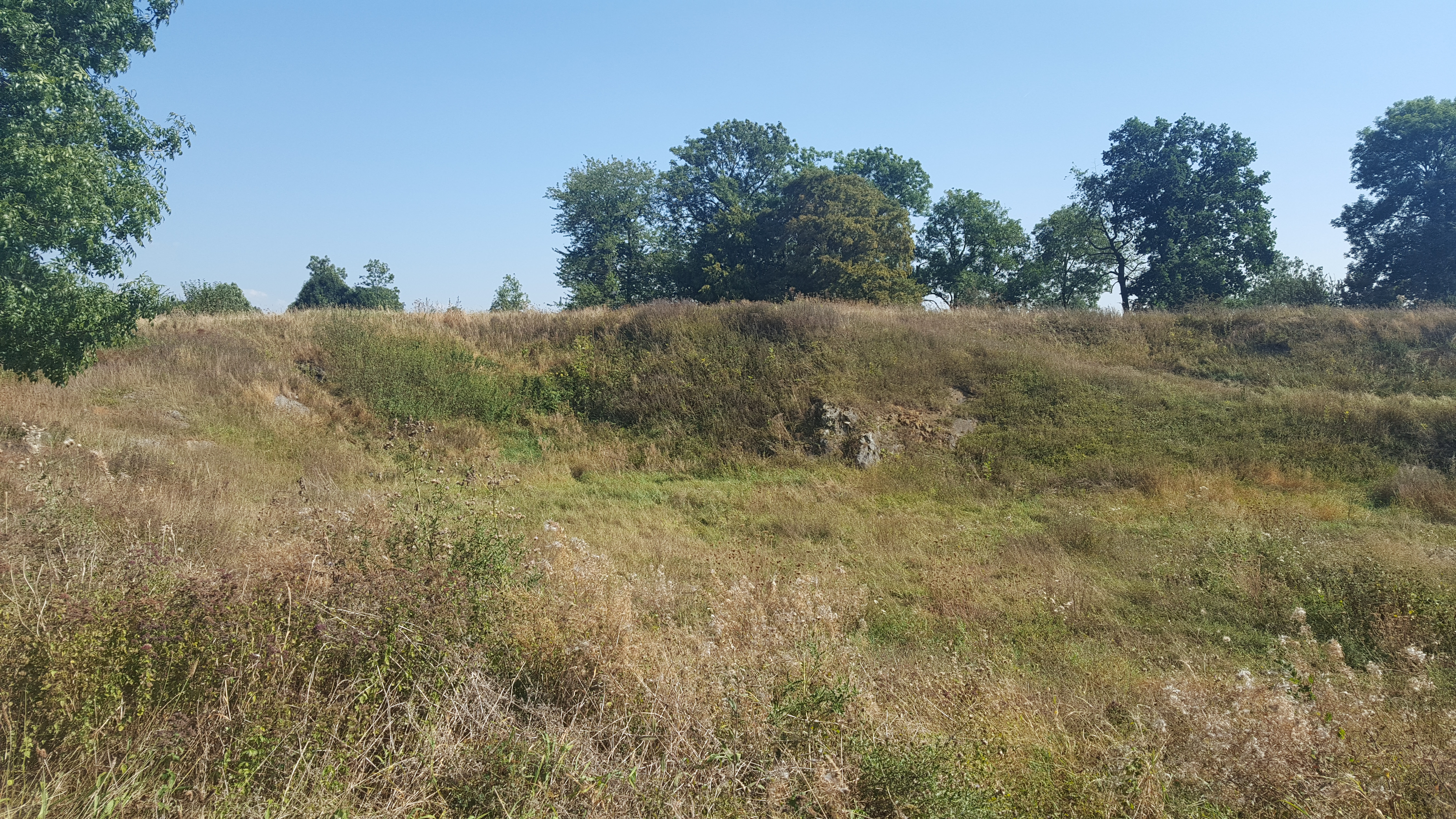
Site de Galmeitrift